# 1917

## Събития
- 2 април – С „Декрета за отмяна на вероизповедалните и национални ограничения“ е премахната Линията на уседналост в Русия.
- 17 октомври – Силно земетресение нанася значителни щети в София.
- 2 ноември – Великобритания обявява Декларация Балфур, с която подкрепя идеята за еврейско установяване в територията на Палестина.
- 7 ноември (25 октомври стар стил) – В Русия започва Октомврийската революция.
- Болшевиките вземат властта в:

1. Минск, Астрахан, Петроград – 7 ноември
2. Казан, Вятка, Уфа, Екатеринбург, Вологда – 8 ноември
3. Ижевск, Самара, Ярослав – 9 ноември
4. Твер, Ростов – 10 ноември

- 6 декември – Финландия обявява независимостта си от Русия
- 12 декември – създадена е татарско-башкирската държава Идел-Урал

## Родени
- Венец Цонев, български статистик и социолог († 2008 г.)
- 12 януари – Любомир Сагаев, български музиколог и общественик († 2001 г.)
- 15 януари – Василий Петров, съветски маршал († 2014 г.)
- 24 януари:
  - Ангел Столинчев, български църковен деятел († 2003 г.)
  - Ърнест Боргнайн, американски актьор († 2012 г.)
- 27 януари – Анри Перюшо, френски писател († 1967 г.)
- 30 януари – Пол Фрер, белгийски пилот от Формула 1 († 2008 г.)
- 31 януари – Христо Малинов, български писател († 2007 г.)
- 11 февруари – Сидни Шелдън, американски писател († 2007 г.)
- 13 февруари – Семьон Куркоткин, съветски маршал († 1990 г.)
- 19 февруари – Маргарете Нойман, немска поетеса и белетристка († 2002 г.)
- 25 февруари – Антъни Бърджес, британски писател († 1993 г.)
- 4 март – Георги Георгиев, български археолог († 1988 г.)
- 8 март – Петър Христосков, български музикант и композитор († 2006 г.)
- 15 март – Симеон Костов, български футболист († 1974 г.)
- 19 март – Ласло Сабо, унгарски шахматист († 1998 г.)
- 5 април – Робърт Блох, американски писател († 1994 г.)
- 7 април – Монго Сантамария, латино джаз музикант, перкусионист († 2003 г.)
- 9 април – Йоханес Бобровски, немски поет и белетрист († 1965 г.)
- 25 април – Ела Фицджералд, американска певица († 1996 г.)
- 26 април:
  - Яу Мин Пей, американско-китайски архитект († 2019 г.)
  - Кочо Караджов, стопански деател († 2002 г.)
- 1 май – Даниел Дарийо, френска актриса († 2017 г.)
- 3 май – Киро Глигоров, македонски политик († 2012 г.)
- 9 май – Евгени Филипов, немски електроинженер († 1991 г.)
- 27 май – Владимир Кабаиванов, български химик-органик († 2008 г.)
- 29 май – Джон Кенеди, президент на САЩ († 1963 г.)
- 1 юни – Уилям Ноулс, американски химик, Нобелов лауреат († 2012 г.)
- 17 юни – Лоренц Мак, австрийски писател († 1991 г.)
- 20 юни – Герхард Майер, швейцарски писател († 2008 г.)
- 21 юни – Неделчо Бончев, български военен пилот († 1944 г.)
- 27 юни – Александър Георгиев, български военен пилот
- 30 юни – Лена Хорн, американска певица и актриса († 2010 г.)
- 27 юли – Бурвил, френски актьор († 1970 г.)
- 6 август – Робърт Мичъм, американски актьор († 1997 г.)
- 15 август – Джак Линч, ирландски политик († 1999 г.)
- 22 август – Джон Лий Хукър, американски блус музикант († 2001 г.)
- 7 септември – Джон Корнфорт, австралийски химик, носител на Нобелова награда († 2013 г.)
- 11 септември – Ярослав Тагамлицки, български математик († 1983 г.)
- 15 септември – Христо Андоновски, историк от Република Македония († 2006 г.)
- 18 септември – Джун Форей, американска озвучаваща актриса († 2017 г.)
- 20 септември – Фернандо Рей, испански актьор († 1994 г.)
- 2 октомври – Дондиньо, бразилски футболист († 1996 г.)
- 20 октомври:
  - Жан-Пиер Мелвил, френски кино-режисьор († 1973 г.)
  - Стефан Хесел, френски дипломат и писател († 2013 г.)
- 21 октомври – Дизи Гилеспи, американски джаз музикант († 1993 г.)
- 30 октомври:
  - Николай Огарков, съветски маршал († 1994 г.)
  - Владимир Пинзов, български футболист († 2013 г.)
- 9 ноември – Винс Жиронда, американски културист († 1997 г.)
- 19 ноември – Индира Ганди, индийски политик, министър-председател на Индия († 1984 г.)
- 22 ноември – Андрю Хъксли, английски физиолог и биофизик, носител на Нобелова награда († 2012 г.)
- 16 декември – Артър Кларк, британски писател († 2008 г.)
- 21 декември – Хайнрих Бьол, германски писател († 1985 г.)
- 22 декември – Пол-Мари Йембит, габонски политик († 1979 г.)
- 24 декември – Ким Чен Сук, съпруга на Ким Ир Сен († 1949 г.)
- 25 декември – Илия Минев, български антикомунист († 2000 г.)

## Починали
- Антон Франгя, български политик (р. 1856 г.)
- Въндо Гьошев, български революционер (р. 1858 г.)
- Стефан Сливков, български революционер и политик (р. 1837 г.)
- Ваклин Церковски, български военен лекар (р. 1858 г.)
- 10 януари – Бъфало Бил, американски шоумен (р. 1846 г.)
- 10 февруари – Джон Уилям Уотърхаус, британски художник (р. 1849 г.)
- 16 февруари – Октав Мирбо, френски писател (р. 1848 г.)
- 8 март – Фердинанд фон Цепелин, германски граф, генерал и авиоконструктор (р. 1838 г.)
- 31 март – Емил фон Беринг, немски физиолог (р. 1854 г.)
- 14 април – Людвик Заменхоф, полски лекар, създател на Есперанто (р. 1859 г.)
- 8 май – Лукан Хашнов, български инженер (р. 1862 г.)
- 15 юни – Кристиан Биркеланд, норвежки учен (р. 1867 г.)
- 29 юли – Райна Княгиня, българска революционерка (р. 1856 г.)
- 2 август – Никола Рясков, български военен деец (р. 1856 г.)
- 15 август – Коста Шахов, български общественик (р. 1862 г.)
- 27 септември – Едгар Дега, френски художник, импресионист (р. 1834 г.)
- 28 септември – Мирчо Найденов, български революционер (р. 1878 г.)
- 8 октомври – Гошка Дацов, български художник (р. 1885 г.)
- 15 октомври – Мата Хари, нидерландска танцьорка (р. 1876 г.)
- 19 октомври – Христо Бърдаров, български офицер (р. 1891 г.)
- 15 ноември – Емил Дюркем, френски социолог (р. 1858 г.)
- 17 ноември – Огюст Роден, френски скулптор (р. 1840 г.)
- 5 декември – Георги Стоянов, български поет (р. 1874 г.)

## Нобелови награди
- Физика – Чарлз Гловър Баркла
- Химия – наградата не се присъжда
- Физиология или медицина – наградата не се присъжда
- Литература – Карл Гелеруп, Хенрик Понтопидан
- Мир – Международен червен кръст

Вижте също:
- календара за тази година